# L'adultera
Pour plus de détails, voir Fiche technique et Distribution.
L'adultera est un film italien réalisé par Duilio Coletti, sorti en 1946.

## Fiche technique
- Titre : L'adultera
- Réalisation : Duilio Coletti
- Scénario : Ugo Betti et Tullio Pinelli d'après la pièce de ce dernier
- Photographie : Ubaldo Arata
- Montage : Gabriele Varriale
- Musique : Enzo Masetti
- Pays d'origine : Italie
- Format : Noir et blanc - 1,37:1 - Mono
- Genre : drame
- Durée : 107 minutes
- Date de sortie : 1946

## Distribution
- Clara Calamai : Velca
- Roldano Lupi : Tarquinio
- Carlo Ninchi : Dante Viburzi
- Delia Brandi : Quirina
- Dino Di Luca : Egidio Viburzi
- Carlo Romano : le facteur
- Angelo Calabrese : le père de Velca
- Giovanni Onorato : un fermier sur une voiture (comme Gianni Onorato)
- Alfredo Martinelli : un invité à la fête de baptême

## Récompenses
- Ruban d'argent de la meilleure actrice pour Clara Calamai lors de la cérémonie des Rubans d'argent 1946